# Guiratinga

Guiratinga este un oraș în Mato Grosso (MT), Brazilia.